# Charlie Wilson (polityk z Ohio)
Charles A. „Charlie” Wilson (ur. 18 stycznia 1943 w Martins Ferry, zm. 14 kwietnia 2013 w Boynton Beach) – amerykański polityk, członek Partii Demokratycznej. W latach 2007–2011 przez dwie kolejne kadencje Kongresu Stanów Zjednoczonych był przedstawicielem szóstego okręgu wyborczego w stanie Ohio do Izby Reprezentantów Stanów Zjednoczonych.
Kształcił się na Uniwersytecie Ohio. 